# 白三葉草
白三葉草（学名：Trifolium repens），又名白花三葉草、白三葉、菽草、白車軸草或白花苜蓿，是一種產自歐洲、北非及西亞的三葉草。它們廣泛的引進世界各地，尤其是北美洲的草地甚為普遍，中国南北各地均有分布。

## 形态

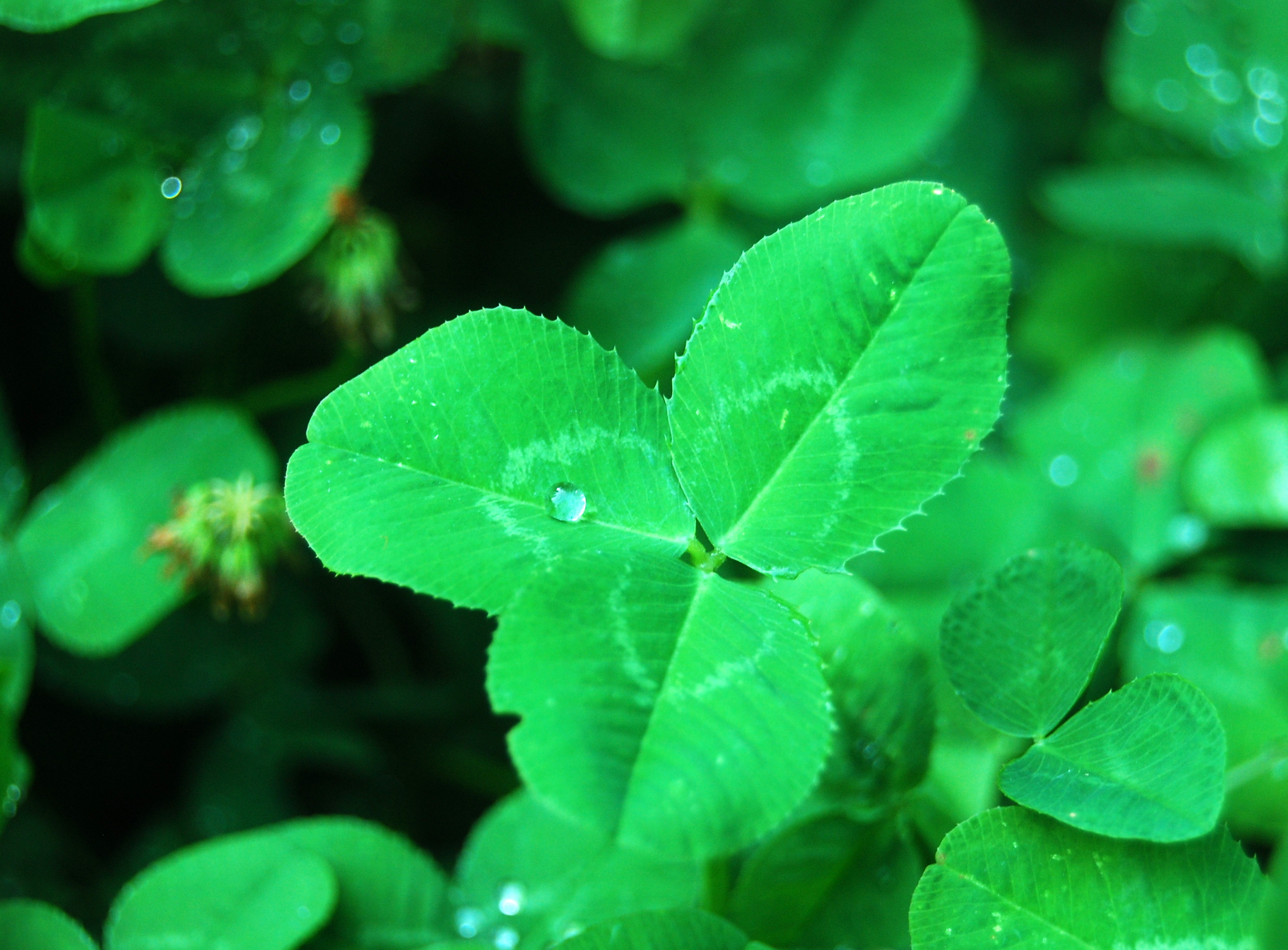
白三叶草的叶子

白三葉草是多年生草本植物。它們矮生，有白色的花朵，很多時有些粉紅色或黄白色，多数密集成头状，花冠一般闊1.5-2厘米，末端有長7厘米的花梗。复叶呈三小葉，呈橢圓形至倒卵形，缘有细齿，及有長柄。茎无毛，有走莖的作用，匍匐地面，故白三葉草很多時會形成草墊，莖子每年會生長18厘米，並會在結節長出根，有良好的水土保持作用。荚果，黄褐色细小种子。

## 種植及用途

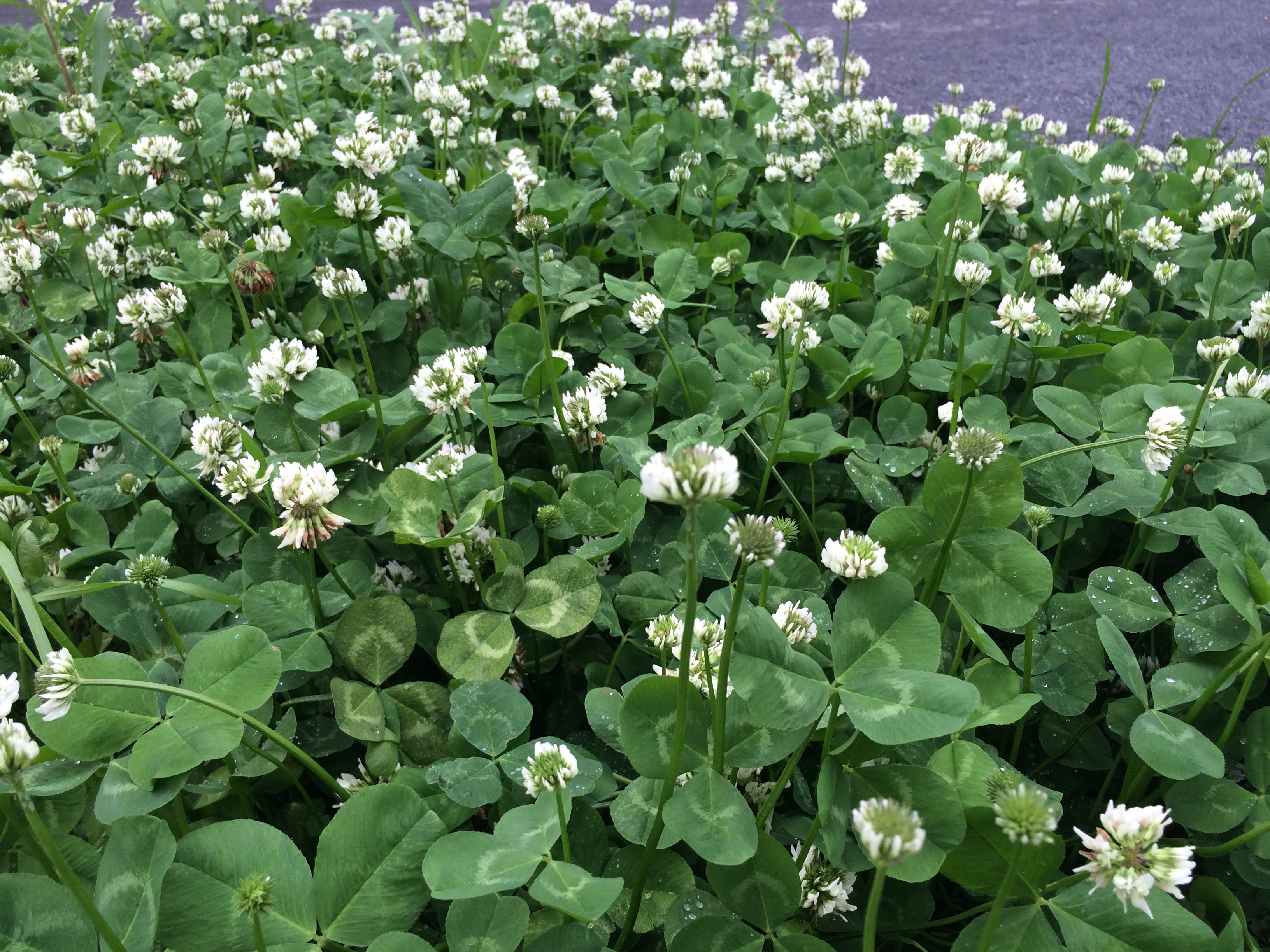
白三叶草

白三葉草可以在草地、農作物及及園林中生長。白三葉草可以耐低割，在不同土壤的種類及pH值中都可以生長，不過較喜歡黏土。它們是自然或有機草地護理的有益媒介，因為它們有固氮的能力，並比野草優勝。天然固氮可以減低土壤的淋溶，及預防一些疾病。

### 食用
除了可以作為家畜的飼料外，白三葉草亦是非常有營養的食物。它有高含量的蛋白質，並且數量豐富。生吃白三葉草並不容易消化，但只要煮5-10分鐘就適合食用。乾白冠及種子莢可以製成營養麵粉，混和其他食物一同食用，或開水飲用。

## 外部連結
- quattrofolium
- 白車軸草, Baichezhoucao （页面存档备份，存于） 藥用植物圖像數據庫 (香港浸會大學中醫藥學院) （繁體中文）（英文）